# سنت آلبان
سنت آلبان (لاتین: Albanus; unknown – disputed: 22 June 209, c. 251 or 304) قدیس مسیحی اهل روم باستان بود.او به عنوان اولین شهید مسیحی ثبت شده انگلیسی  مورد احترام است، به همین دلیل او را اولین شهید بریتانیایی می دانند. آلبان همراه با همتایان مقدسش جولیوس و هارون یکی از سه شهید نامگذاری شده است که در تاریخ اولیه بریتانیای رومی ثبت شده است. به طور سنتی اعتقاد بر این است که او در ورولامیوم (سنت آلبانز امروزی) در قرن سوم یا چهارم سر بریده شده است و آیین های مربوط به او از زمان های قدیم در آنجا برگزار می شده است.

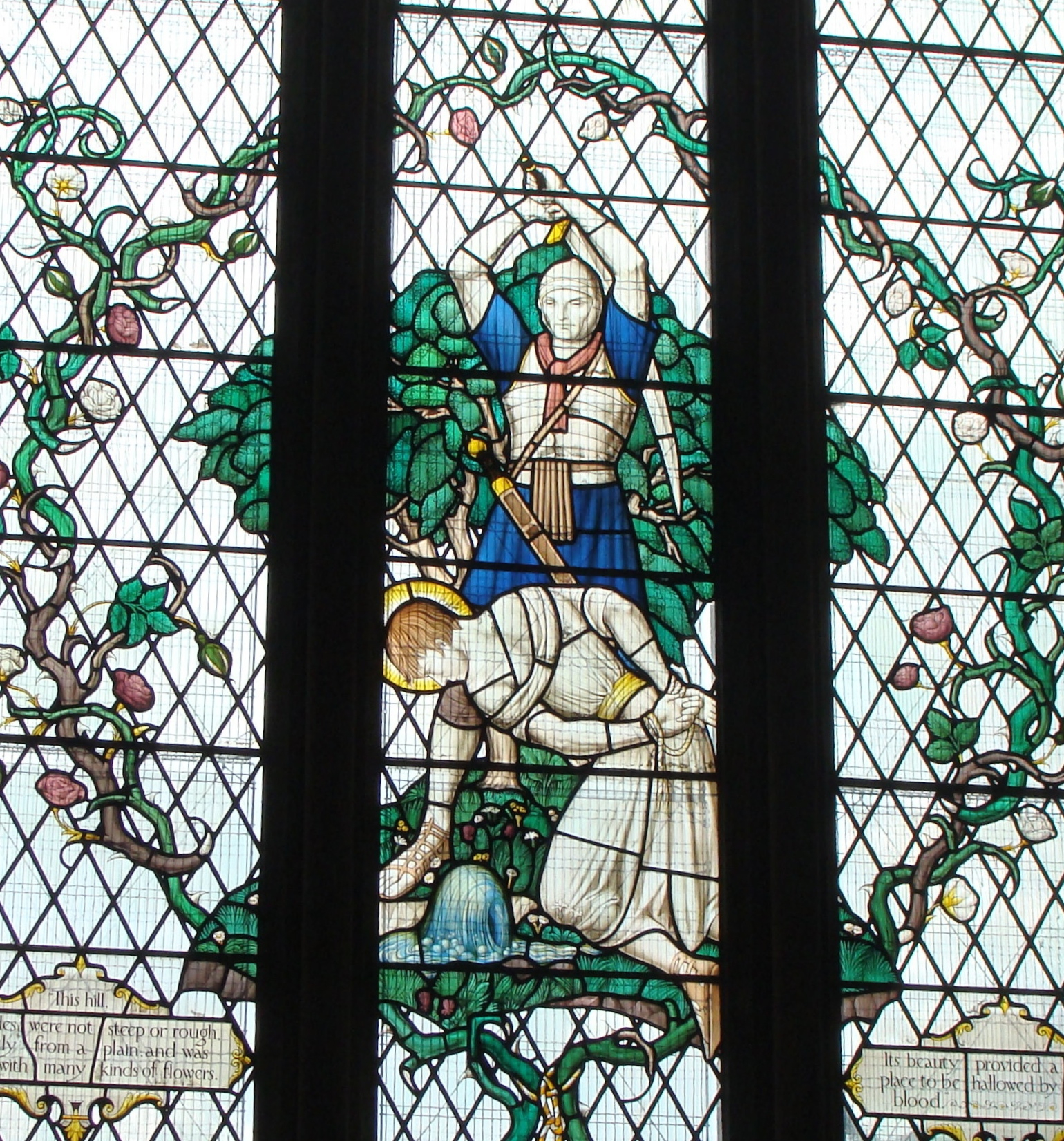
شیشه های رنگی در کلیسای جامع سنت آلبانز در انگلستان که مرگ سنت آلبان را نشان می دهد

## شرح زندگی
آلبان در بریتانیای رومی زندگی می کرد، اما اطلاعات کمی در مورد وابستگی های مذهبی، وضعیت اجتماعی-اقتصادی یا شهروندی او وجود دارد. طبق مفصل‌ترین نسخه داستانی که در تاریخ کلیسایی مردم انگلیسی سنت بید یافت می‌شود، در قرن سوم یا چهارم ، مسیحیان تحت «آزار و شکنجه ظالمانه» زندگی می کردند و آلبان در ورولامیوم زندگی می‌کرد. با این حال، گیلداس می گوید که او قبل از شهادتش از تیمز عبور کرده است، بنابراین برخی از نویسندگان محل اقامت و شهادت او را در لندن یا نزدیکی آن قرار می دهند. هر دو موافقند که آلبان با یک کشیش مسیحی که از دست آزار و اذیت فرار می کرد ملاقات کرد و او را برای چند روز در خانه خود پناه داد. کشیشی که بعداً به نام آمفیبالوس (به معنای خرقه در لاتین) نامیده شد، شبانه روز دعا می کرد و مراقب بود و آلبان چنان تحت تأثیر ایمان و تقوای کشیش قرار گرفت که خود را در حال تقلید از او دید و به زودی به مسیحیت گروید. در نهایت به گوش یک «شاهزاده بی تقوا» ناشناس رسید که آلبان به کشیش پناه می دهد. شاهزاده به سربازان رومی دستور داد تا خانه آلبان را به شدت جستجو کنند. هنگامی که برای گرفتن کشیش آمدند، آلبان خرقه و لباس کشیش را پوشید و به جای میهمان خود را به سربازان رساند.
آلبان را در برابر قاضی آوردند، که در آن زمان در محراب ایستاده بود و برای "شیاطین" قربانی می کرد (اشاره سنت بید به خدایان بت پرست). وقتی قاضی شنید که آلبان خود را به جای کشیش تسلیم کرده است، از این که آلبان به شخصی پناه می دهد که «خدایان را تحقیر و به آن ها ناسزا می گوید» خشمگین شد و همانطور که آلبان خود را به جای مسیحی تسلیم کرده بود، آلبان محکوم شد که تمام مجازات هایی را که قرار بود بر کشیش تحمیل شود تحمل کند، مگر اینکه از آداب بت پرستی دین آنها پیروی کند. آلبان نپذیرفت و اعلام کرد: "من خدای واقعی و زنده را که همه چیز را آفریده می پرستم." (این کلمات هنوز در دعای کلیسای سنت آلبان استفاده می شود). قاضی خشمگین دستور داد تا آلبان را تازیانه بزنند، زیرا فکر می کرد که ضربه شلاقی استواری قلب او را می لرزاند، اما آلبان این عذاب ها را با حوصله و شادی تحمل کرد. قاضی وقتی متوجه شد که شکنجه ها ایمان او را متزلزل نمی کند، دستور داد که سر آلبان را ببرند.
آلبان را به محل اعدام رسانیدند.او در حالی به رودخانه ای رسید که نمی توانستند از آن عبور کرد (که تصور می شود رودخانه ور باشد)که یک پل وجود داشت، اما گروهی از مردم کنجکاو شهر که می خواستند اعدام را تماشا کنند، پل را چنان مسدود کرده بودند که مامورین اعدام نمی توانستند از آن عبور کند. آلبان که مملو از اشتیاق شدید برای رسیدن سریع به شهادت بود، چشمان خود را به سوی آسمان بلند کرد و رودخانه خشک شد و به آلبان و اسیرکنندگانش اجازه داد تا از روی زمین خشک عبور کنند. جلاد حیرت زده شمشیر خود را به زمین انداخت و با الهام الهی به پای آلبان افتاد و دعا کرد که یا با آلبان رنج بکشد یا برای او اعدام شود.
دیگر جلادان در برداشتن شمشیر او تردید کردند و در همین حین، آلبان و آنها حدود ۵۰۰ قدم به سمت تپه ای با شیب ملایم که کاملاً پوشیده از انواع گل های وحشی بود و مشرف به دشتی زیبا بود، رفتند. (سنت بید مشاهده می‌کند که این مکان بسیار زیبا بود و بنا بوده با خون یک شهید غنی و تقدیس شود.)

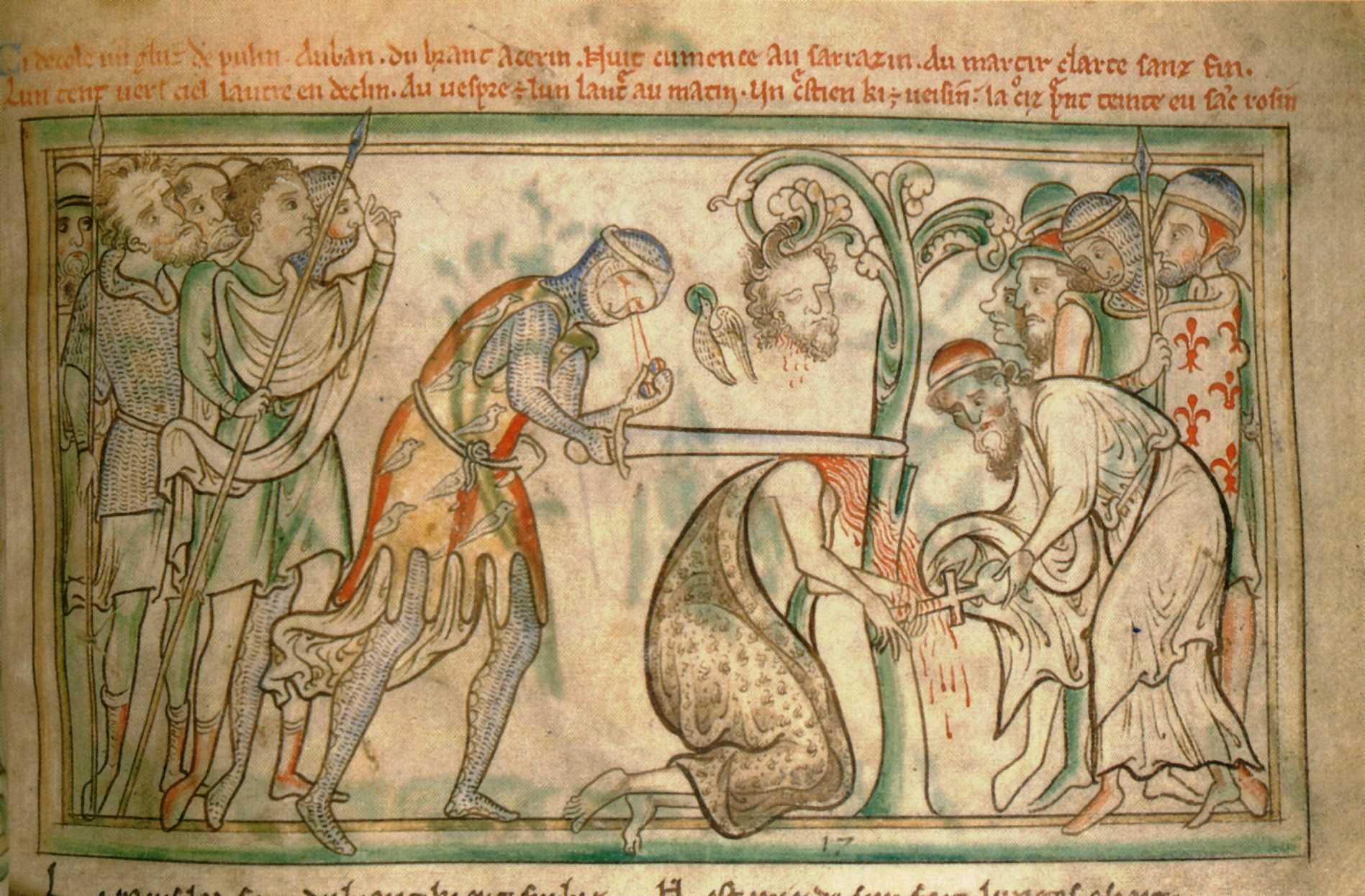
شهادت سنت آلبان، برگرفته از یک نسخه خطی قرن سیزدهمی که توسط متیو پاریس نوشته و مصور شده است، اکنون در کتابخانه کالج ترینیتی، دوبلین نگهداری می شود توجه داشته باشید که چشمان جلاد از سرش می افتد

وقتی آلبان به قله تپه رسید احساس تشنگی کرد و از خدا خواست که به او آب بدهد. فوراً چشمه ای در پای او جاری شد. در آنجا بود که سر او و همچنین سر اولین سرباز رومی که به طور معجزه آسایی تغییر دین داد و از اعدام او امتناع کرد، قطع شد. اما بلافاصله پس از رساندن سکته مهلک، چشمان جلاد دوم از سرش بیرون زد و همراه با سر آلبان به زمین افتاد تا این جلاد دوم نتواند از مرگ آلبان خوشحال شود. در افسانه های بعدی، سر آلبان پس از اعدام به سراشیبی غلتید و چاهی از جایی که متوقف شد سر برآورد. با شنیدن معجزات، قاضی حیرت زده دستور داد تا آزار و شکنجه های بیشتر متوقف شود و او شروع به احترام به مرگ قدیس کرد. کلیسای جامع سنت آلبانز اکنون در نزدیکی محل اعدام او قرار دارد، و چاهی در پایین تپه هالیول است.

## منابع روایت

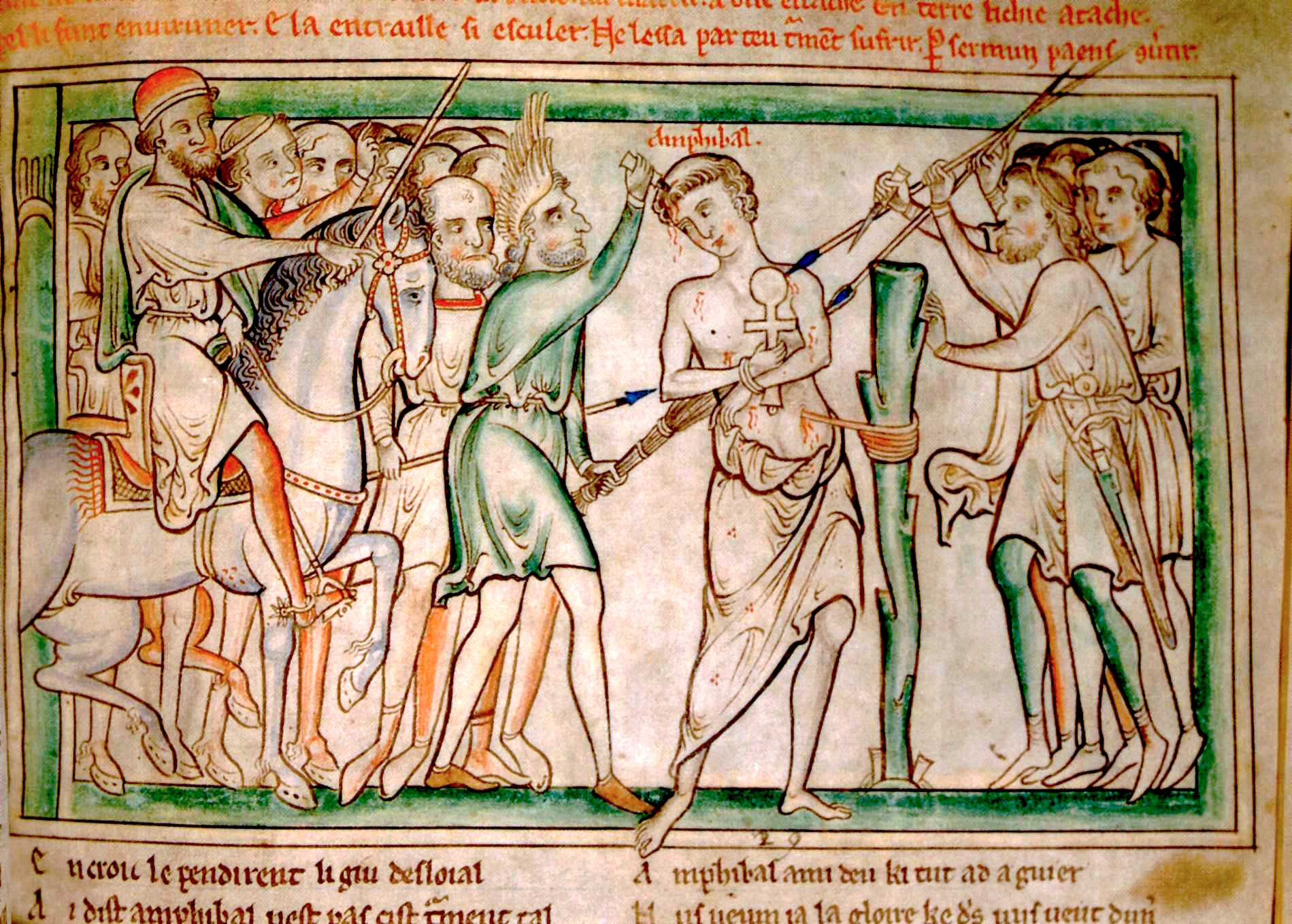
شهادت آمفیبالوس در کالج ترینیتی "زندگی سنت آلبان

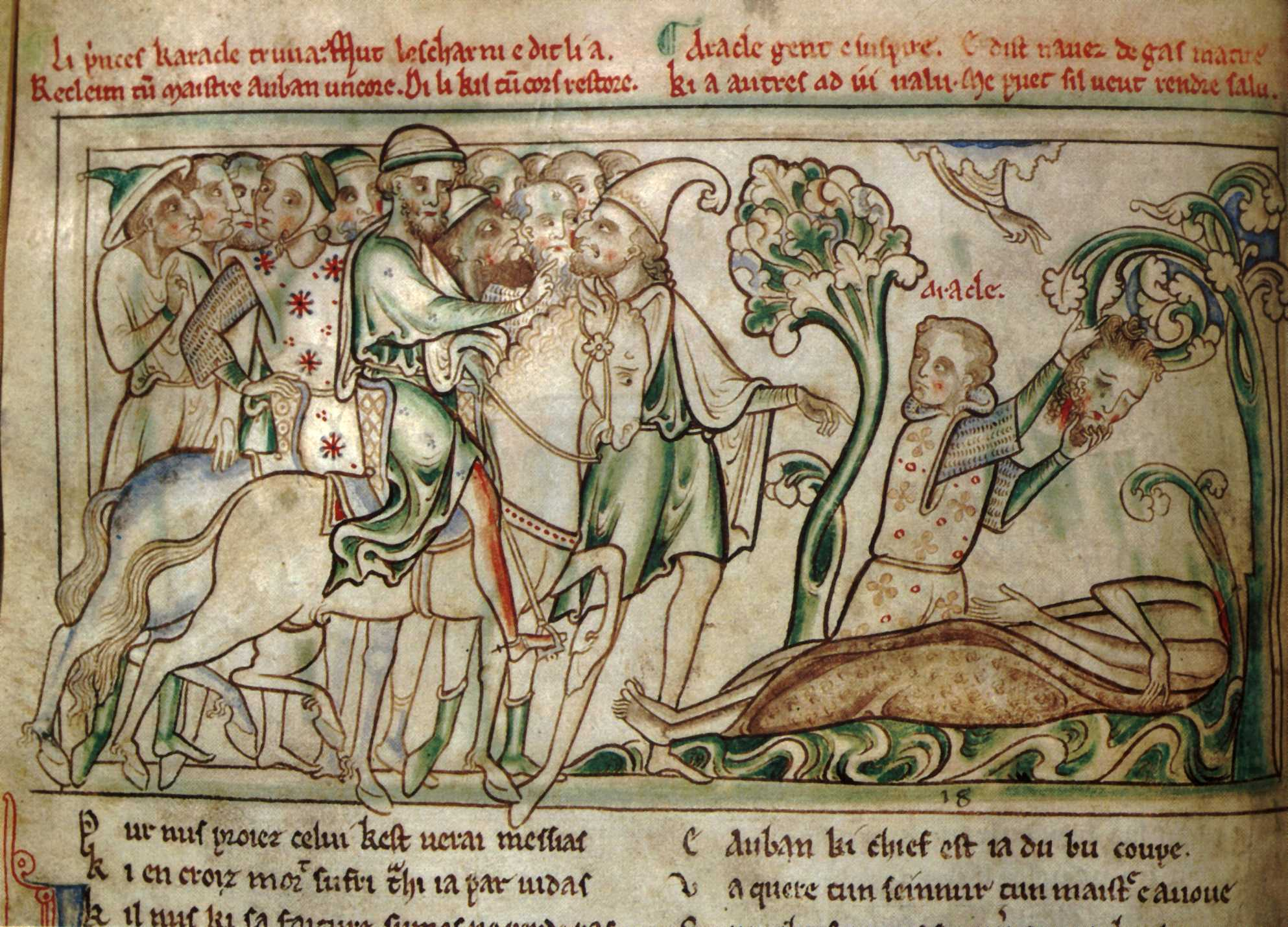
نقاشی رنگی قاب شده از هراکلیوس که سر سنت آلبان را پایین می آورد،

## نگارخانه

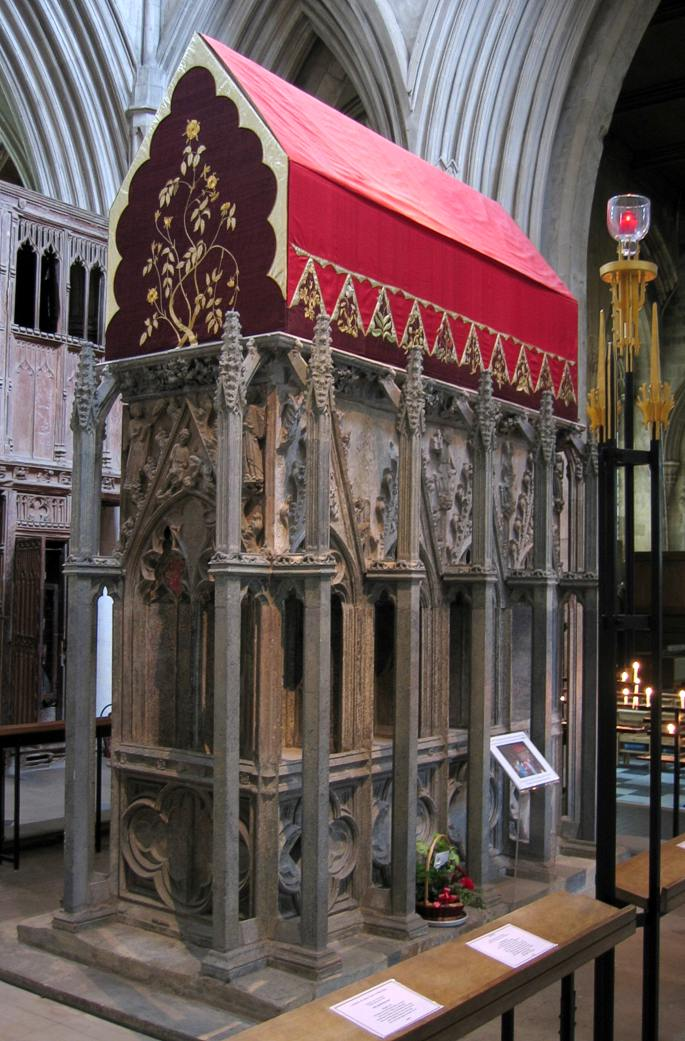
زیارتگاه سنت آلبان در کلیسای جامع سنت آلبان

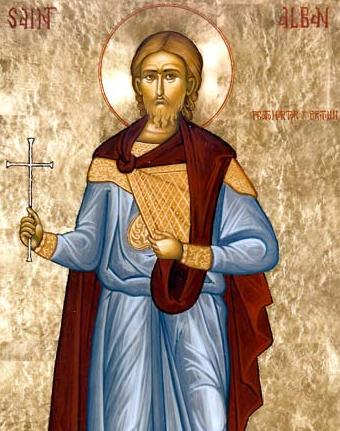
نماد ارتدکس شرقی سنت آلبان

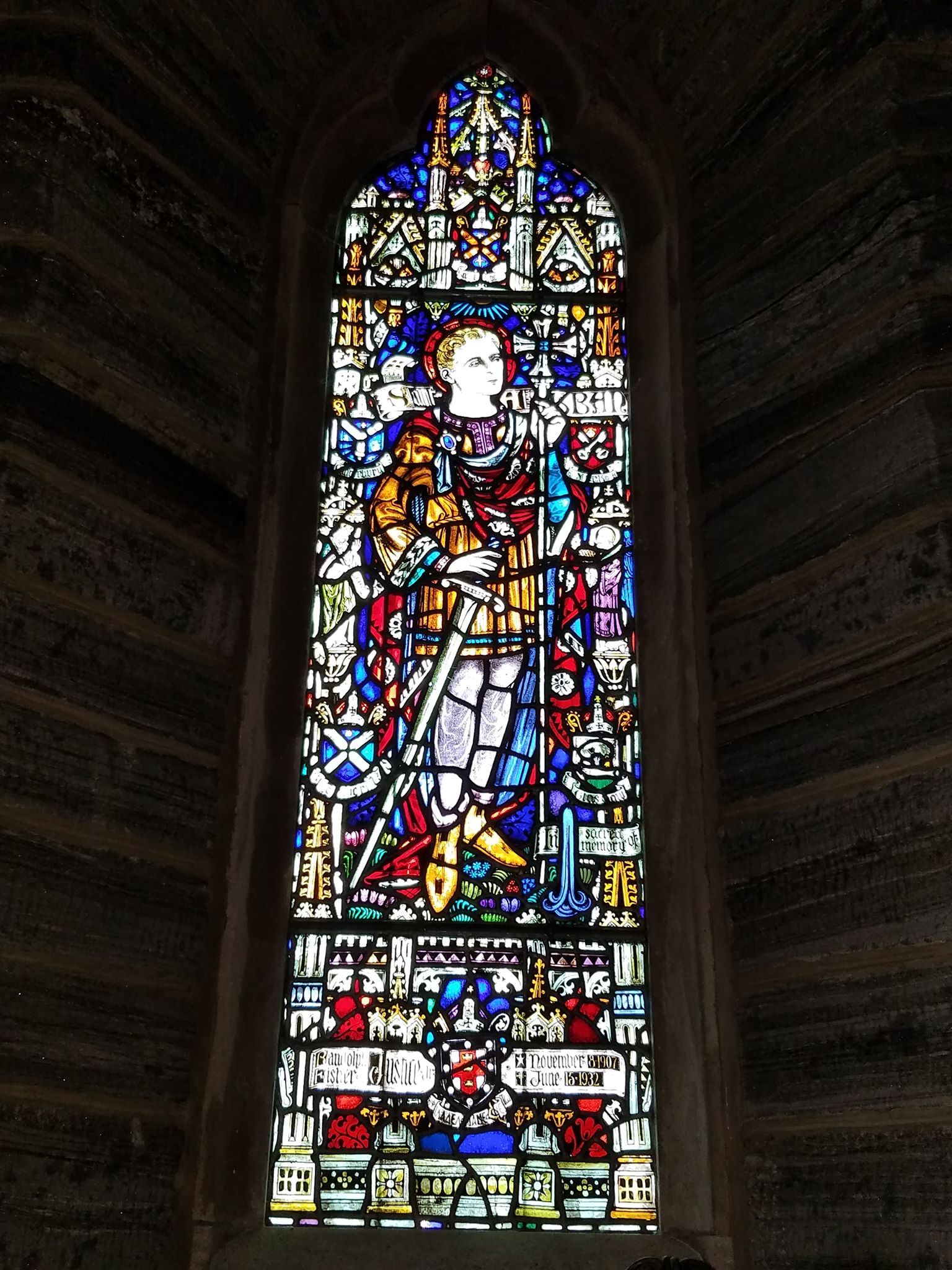
سنت آلبان در پنجره یک کلیسا

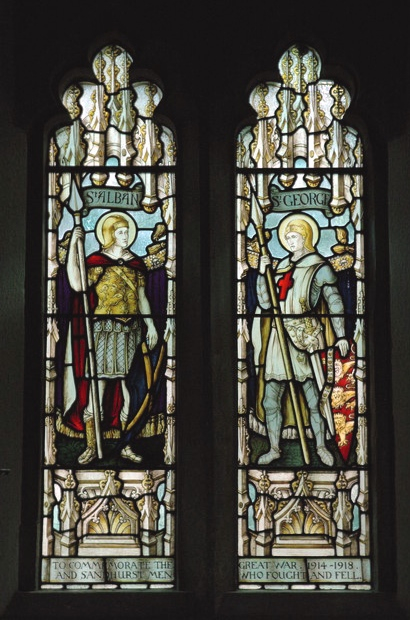
پنجره شیشه ای رنگی که سنت آلبان و سنت جورج، قدیس حامی انگلستان را به تصویر می کشد

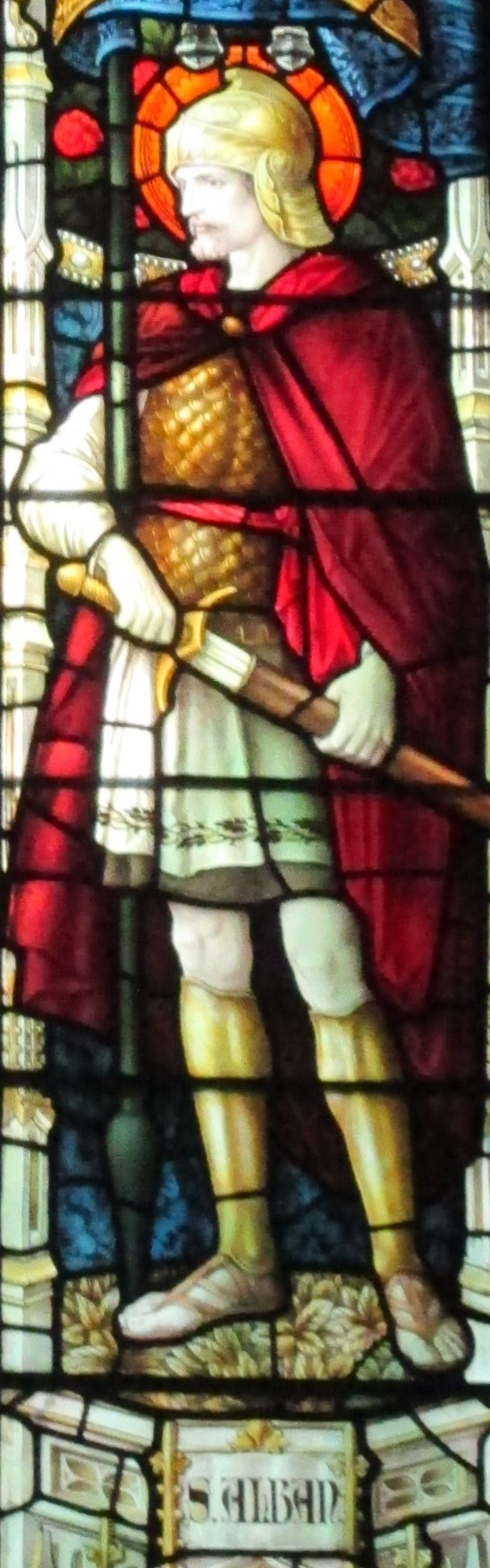
پنجره رنگی